# Minoru Kobata
Minoru Kobata (japonsko 小畑 穣), japonski nogometaš, 24. november 1946.
Za japonsko reprezentanco je odigral 13 uradnih tekem.